# ناوشکن آدمیرال لفچنکو
ناوشکن آدمیرال لفچنکو (به انگلیسی: Russian destroyer Admiral Levchenko) یک کشتی است که طول آن ۱۶۳ متر (۵۳۵ فوت) می‌باشد. این کشتی در سال ۱۹۸۵ ساخته شد.